# Carapelle (rivier)
De Carapelle is een rivier in de provincie Foggia in de Italiaanse regio Apulië. De bron van de rivier is net ten noorden van Anzano di Puglia, bij de grens met de provincie Avellino in het Dauniagebergte, langs de Campanische Apennijnen. De rivier stroomt dan naar het noordoosten, bij Monteleone di Puglia, voordat dat de rivier afbuigt naar het oosten, langs Accadia en Sant'Agata di Puglia. Daarna komt een zijrivier, de Calaggio erbij, waarna de Carapelle afbuigt naar het noordoosten om met een andere zijrivier, de  Carapellotto, langs Ordona en Carapelle. De rivier is verbonden met het zoutmoeras Saline di Margherita di Savoia via twee zijtakken aan de zuidoever van de rivier. Uiteindelijk stroomt de rivier in de Golf van Manfredonia in de Adriatische Zee, ten noordwesten van Zapponeta.